# El dopaje... ¡qué potaje!
El dopaje... ¡qué potaje! es una historieta del dibujante de cómics español Francisco Ibáñez. 

## Trayectoria editorial
La historieta fue publicada por Magos del Humor como la número 113 de esa colección, mientras que es la 177 de la Colección Olé.

## Sinopsis
Los deportistas están desarrollando habilidades extraordinarias, hasta el punto de que muchos de ellos se pasan días - incluso años- corriendo. Se desconoce la manera en la que están siendo dopados, por lo que El Super envía a Mortadelo y Filemón a que investiguen quien es el encargado de dopar a todos los deportistas y cómo lo está haciendo. Como siempre, veremos divertidas escenas de Mortadelo y Filemón, volverán a aparecer golpes que Filemón hacía mucho que no se llevaba y por supuesto un final que nos aclarará todo sobre porque los deportistas no pueden estarse quietos.